# Ошакан, Акоп
Акоп Ошакан (9 декабря 1883 г., Бурса, Османская империя — 17 февраля 1948,  Алеппо, Сирия) — западноармянский писатель, учитель и педагог.

## Биография
Акоп Ошаван родился в деревне Солоз возле Бурсы в Османской империи. В 1899 году окончил национальное училище Геворгяна в Бурсе, в 1899—1900 годы учился в школе Армаша. Он был соредактором журналов «Мехян» в 1914 году и «Бардзраванк» в 1922 годуթ. В 1942 году создал учебник «Армянская литература». Он был автором сборников рассказов «Смиренные» (1920), «Когда они молоды» (1925), сказок, прозаических стихов: «Зал тайн» (1922), «Остатки» (часть 1, 1932-34) «Саак Паргевиан»(1985), «Сулейман Эффенди» (1985), сборники пьес «Когда мы умрем» (1944), «День за днем» (1946), «Три пьесы» (1990) и др. Главной темой художественной литературы писателя является диаспора, армянское прошлое и настоящее. Заслуживает внимания работа «Панорама западной армянской литературы» (т. 1-10, 1945—1982). Он является автором исследований «Под клювом на клюве» (1932), «Диаспора и поэзия закона» (1945), «Свидетельство» (1946), «Восточноармянская филология и Эчмиадзин» (1948), «Когда мы читаем старые» (1983), а также библиографо-филологические труды, посвященные Егише, Газар Парпеци, Нерсесу Шнорхали.
Акоп Ошакан в 1921 году в Константинополе собрал и опубликовал пять рассказов, написанных под названием «Смиренные» 1902—1921. Исходя из этого, студенты позже опубликовали более широкую коллекцию, которая была опубликована под тем же названием в 1902—1924 — письменные рассказы и история Шахбаза.

## Произведения

### Работы, опубликованные на армянском
- Смиренный, Статьи А. Тогсана, Топича, Пахтона, Константинополь, 1920, 124 стр.
- Совет советов, Константинополь, 1922, 128 стр.
- Когда они молоды, Константинополь, 1926, 124 стр.
- Остатки, Ст. 1, Каир, 1932, 560 стр.
- Остатки, Ст. 2, Каир, 1932, 540 стр.
- Остатки, Ст. 3, Каир, 1934, 656 стр.
- Степанос Сюнеци, Париж, 1938, 128 стр.
- Армянская литература, Иерусалим, 1942, 672 стр.
- Когда мы умрем: Вардананк (Совет средневековья Армении),Иерусалим , 1944, 76 стр.
- Панорама западноармянской литературы, Ст. 1, Иерусалим, 1945, 368 стр.
- Диаспора и истинная поэзия (в честь Ваана Текеяна), Иерусалим, 1945, 112 стр.
- Свидетельство, Алеппо, 1946, 128 стр.
- Сорняк , Иерусалим, 1946, 128 стр.
- День за днем. Совет (для нашего времени), Иерусалим, 1946, 81 стр.
- Восточноармянская филология и Эчмиадзин, Антелиас, 1948, 216 стр.
- Панорама литературы Западной Армении, Ст. 5, Иерусалим, 1952, 488 стр.
- Панорама литературы Западной Армении, Ст. 2, Иерусалим, 1953, 448 стр.
- Панорама литературы Западной Армении, Ст. 3, Иерусалим, 1954, 184 стр.
- Панорама литературы Западной Армении, Ст. 4, Иерусалим, 1956, 524 стр.
- Армянская литература, Иерусалим, 1956, 684 стр.
- Армянская литература, Иерусалим, 1957, 692 стр.
- Смиренный, Бейрут, 1958, 368 стр.
- Панорама литературы Западной Армении, Ст. 6, Бейрут, 1968, 356 стр.
- Цак-Птук, Хачи Мурат, Хачи Абдулла, Антелиас, 1973, 536 стр.
- Рассказы, Ереван, 1979, 488 стр.
- Панорама литературы Западной Армении, Ст. 7, Антилиас, 1979, 440 стр.
- Панорама литературы Западной Армении, Ст. 8, Անթիլիաս, 1980, 504 стр.
- Панорама литературы Западной Армении, Ст. 9, Անթիլիաս, 1980, 536 стр.
- Панорама литературы Западной Армении, Ст. 10, Անթիլիաս, 1982, 648 стр.
- Когда мы читаем древних, Бейрут, 1983, 128 стр.
- Կայսերական յաղթերգութիւն, Бейрут, 1983, 212 стр.
- Под тенью кедров, Бейрут, 1983, 152 стр.
- Как далеко?, Бейрут, 1983, 96 стр.
- Письма, Ст. А., Бейрут, 1983, 128 стр.
- Лирические пьесы, Бейрут, 1983, 112 стр.
- Чудо, Антилиас, 1984, 72 стр.
- По дороге неба, Бейрут, 1985, 136 стр.
- Саак Паргевян, Бейрут, 1985, 468 стр.
- Сулейман Эффенди, Бейрут, 1985, 240 стр.
- Ваан Текеян, Бейрут, 1985, 168 стр.
- Когда мы молоды: Маро, Бейрут, 1986, 152 стр.
- Наши летописцы (анализы), Антилиас, 1987, 120 стр.
- Остатки, Ст. А, Антилиас, 1988, 552 стр.
- Остатки, Ст. Б, Антилиас, 1988, 536 стр.
- Остатки, Ст. Г, Антилиас, 1988, 624 стр.
- Три труппы (Новый Венец: Крестный отец: Петушиный бой), Сан-Франциско, 1990, 676 стр.
- Как жизнь (сказка из нашего времени), Лос-Анджелес, 1995, 284 стр.
- Цак-Птукы, Антилиас, 1996, 328 стр.
- Сто один год: Хаджи Мурат, Хаджи Абдулла Сулейман Эффенди, Антилиас, 1996, 472 стр.
- Для литературы, Ереван, 1997, 96 стр.
- Когда мы умрем (театральные произведения), Бейрут, 1998, 96 стр.
- Проза. Смиренные, Зал Советов, Когда Они Молоды, Антилиас, 1998, 616 стр.
- Забытые вещи (прозаические страницы), Бейрут, 1998, 136 стр.
- Посеянный (прозаические произведения), Бейрут, 1998, 160 стр.
- Восточноармянские лица, Бейрут, 1999, 336 стр.
- Баланс восточной и западной армянской литературы, Бейрут, 1999, 248 стр.
- Сто один год Хаджи Абдулла, Ереван, 2000, 298 стр.
- Под клювом грифа (теоретические труды), Бейрут, 2008, 352 стр.
- Матик Меликханян (роман), Бейрут, 2010, 280 стр.
- Рядом с книгами и выше, Бейрут, 2011, 256 стр.
- Колыбель золота и другие литературные страницы, Бейрут, 2011, 240 стр.
- Критика (сборник статей), Бейрут, 2013, 212 стр.